# Tim Forsyth
Timothy Charles Forsyth, detto Tim (Mirboo North, 17 agosto 1973), è un ex altista australiano, primatista oceaniano della specialità nonché medaglia di bronzo olimpica e mondiale.

## Biografia
Talento precoce, mai del tutto espresso, nel 1992, diciannovenne, vinse il bronzo olimpico a Barcellona ancora da juniores, partecipando poi alle due Olimpiadi successive senza egual fortuna.

## Record oceaniani
- Salto in alto: 2,36 m ( Melbourne, 2 marzo 1997) - Attuale detentore

## Palmarès
| Anno | Manifestazione  | Sede       | Evento        | Risultato | Prestazione | Note                                     |
| ---- | --------------- | ---------- | ------------- | --------- | ----------- | ---------------------------------------- |
| 1992 | Giochi olimpici | Barcellona | Salto in alto | Bronzo    | 2,34 m      |                                          |
| 1997 | Mondiali        | Atene      | Salto in alto | Bronzo    | 2,35 m      | Miglior prestazione personale stagionale |